# Chalcolepidius limbatus
Chalcolepidius limbatus là một loài bọ cánh cứng trong họ Elateridae. Loài này được Eschscholtz miêu tả khoa học năm 1829.
Loài này có ở Argentina.